# Ferrara
För andra betydelser, se Ferrara (olika betydelser).
Ferrara är en stad, kommun och huvudort i provinsen Ferrara i regionen Emilia-Romagna i norra Italien. Kommunen hade 132 052 invånare (2018). Ferrara är ärkebiskopssäte.
År 1995 upptogs Ferrara, Renässansstaden och dess Po-delta på Unescos världsarvslista.
Ferrara var såsom stadsstat tidigare ett självständigt hertigdöme, därefter delegation i Kyrkostaten. Den är belägen i en sumpig men bördig trakt vid Po di Volano, en kanal till floden Po, endast 2,4–10 meter över det hav som ligger 50 kilometer därifrån. Det var förr i tiden hertigarnas av Este residens, vid vilkas hov den tidens mest firade italienska skalder och konstnärer levde, och under 1400-talet en blomstrande stad med över 100 000 invånare.

## Stadsbild

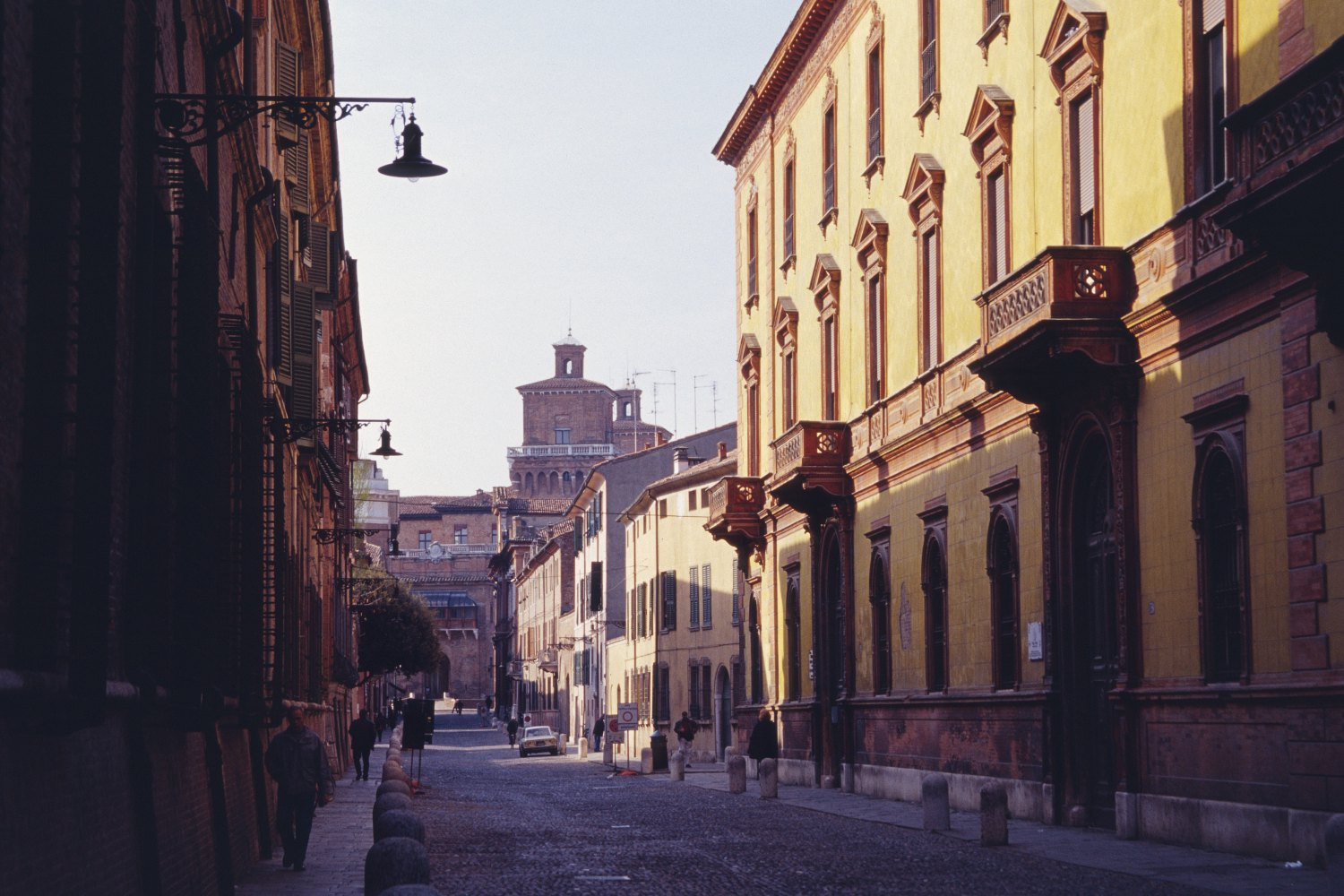
Gatan Corso Ercole I d’Este i renässanstaden

Ferrara är näst Turin den mest regelbundet byggda staden i övre Italien. Dess gamla fästningsverk utgörs av en enceinte och ett citadell samt Santa Maria Maddalena-verken vid Pos brohuvud.
De mest anmärkningsvärda av dess många kyrkor är katedralen (från 1100- och 1200-talet), en praktbyggnad i lombardisk stil, det inre moderniserat 1712, S. Francesco-kyrkan i renässansstil (1494–1530), S. Benedetto-kyrkan (1496–1553) och S. Giorgio-kyrkan (utanför Porta Romana i syd), där påven Eugenius IV 1438 öppnade konciliet. Katedralen skadades i maj 2012 i en jordbävning och därför pågår en omfattande restaurering som beräknas vara klar 2027.
Det forna hertigliga slottet Castello Estense, i gotisk stil, med fyra väldiga torn, var senare de påvliga legaternas bostad. Mellan slottet och katedralen restes 1875 en marmorstaty över Girolamo Savonarola, som var född i Ferrara. Andra betydande byggnader är Palazzo del municipio, familjen Estes första residens, Palazzo della Ragione, Palazzo Scrofa (senare Beltrami-Calcagnini), Palazzo Schifanoja, och Palazzo de’ Diamanti (1493–1567), så kallat med anledning av dess fasad av fasetterad sten. Ludovico Ariostos oansenliga hus, som skalden själv lät bygga, inköptes 1811 av staden och restaurerades. En staty av skalden restes 1833 på en öppen plats i staden. I S:t Anna-hospitalet visas ännu den cell, i vilken Torquato Tasso i mer än sju år hölls inspärrad som vansinnig, på Alfons II:s befallning.
Universitetet i Ferrara ("libera università di Ferrara") instiftades 1391, utvidgades 1402, upphävdes under franska väldet, men upprättades igen 1824. Bland dess många imponerande arkiv kan nämnas Archivio Storico Diocesano som nämns första gången år 955, och som sedan dess utökats genom prästerskapets försorg.

## Historia

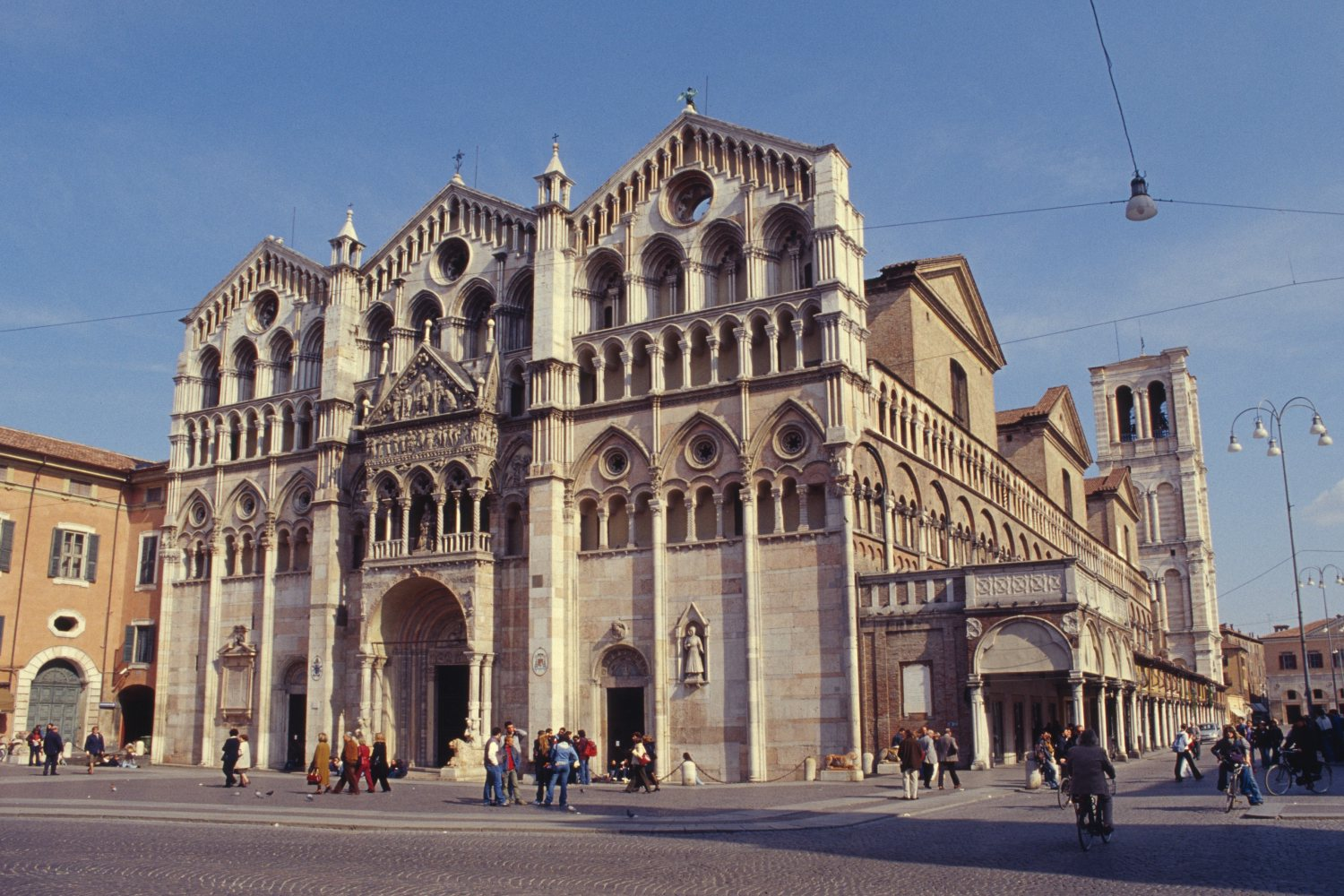
Den romanska katedralen

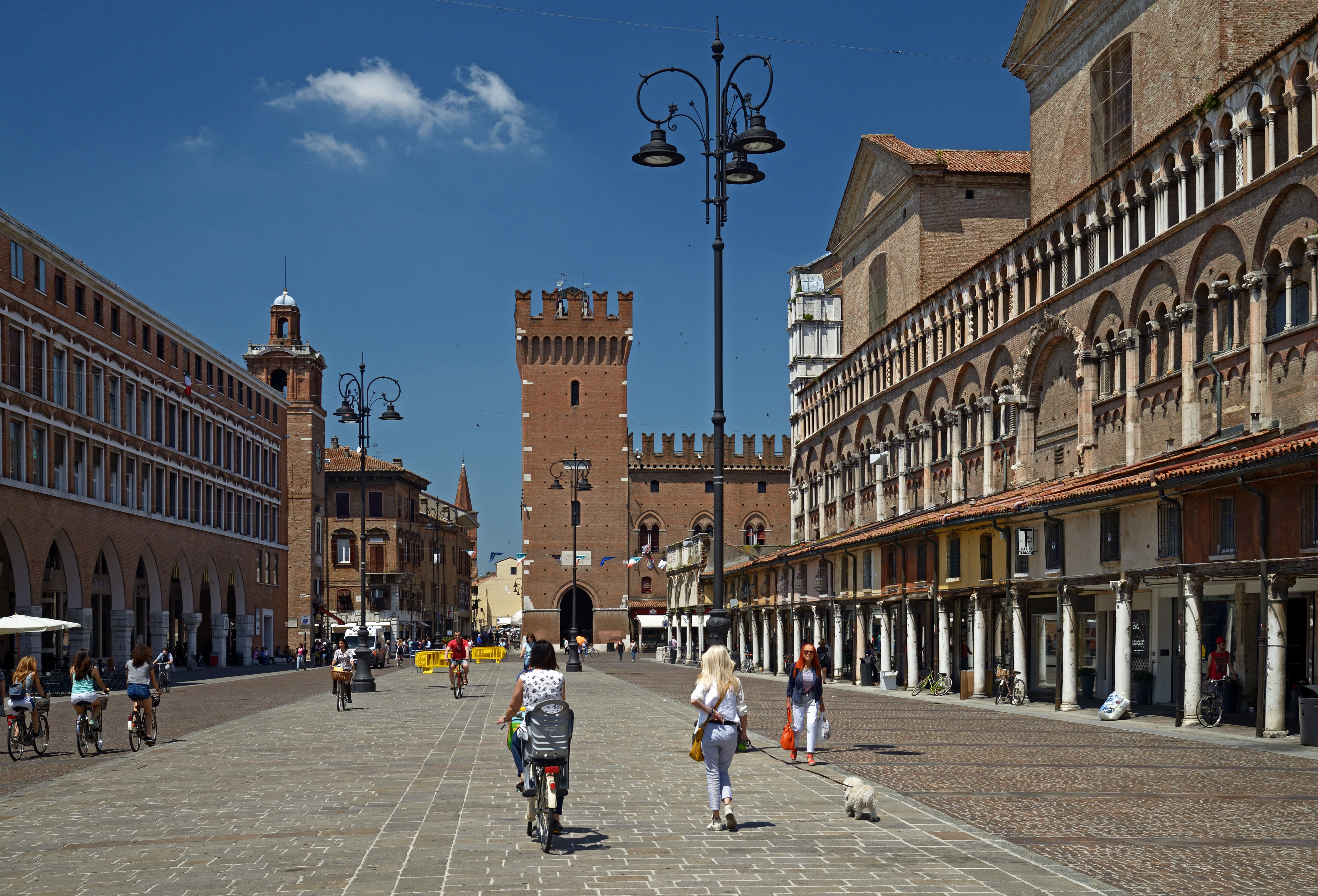
Piazza Trento e Trieste

Ferrara är med säkerhet omnämnt första gången i den äldre medeltiden, då det 757 av langobardernas kung Aistulf avstods till Kyrkostaten.
Senare, under fejderna mellan guelfer och ghibelliner, höjde det sig till självständighet, fastän det till namnet erkände markgrevarnas av Toscana 
överherrskap. Liksom i de flesta andra orter i övre och mellersta Italien kämpade även ett par adelspartier om makten i Ferrara. År 1208 blev markgreven Azzo av Este stadens herre; hans ättlingar erhöll av påven vikariatet i Ferrara till förläning, och 1471 upphöjde Paulus II markgreven Borso d'Este till ärftlig hertig av Ferrara, som omskapades till ett glänsande fursteresidens, ett hem för renässanskultur och den första moderna europeiska staden.
Efter huvudgrenens utslocknande med Alfons II 1597 indrog Klemens VIII hertigdömet såsom ledigt län och förenade det med Kyrkostaten. År 1437 förlade Eugenius IV konsiliet i Basel till Ferrara, och i april 1438 öppnade han där en ny synod, som bland annat bevistades av kejsar Johannes VIII Palaiologos, för att åstadkomma en union mellan den grekiska och den romerska kyrkan. Med anledning av pestens utbrott flyttades konciliet 1439 till Florens.
År 1735 upphöjde påven Klemens XII biskopsstiftet Ferrara till ärkebiskopsstift. Från 1796, då Ferrara intogs av fransmännen, utgjorde det först en del av Cisalpinska republiken, därefter (1805–1814) en del av kungariket Italien. Genom Wienkongressen, 1815, kom det åter under påvestolen, med undantag av den norr om Po belägna delen, som tillföll Österrike, som även besatt citadellet i Ferrara. Med det övriga Emilien kom Ferrara 1859 till kungariket Italien.